# Kingdom (serie de televisión de 2014)
Kingdom (anteriormente titulada Navy St.) es una serie de televisión norteamericana de género dramático, creada por Byron Balasco. La serie se emitió por primera vez el 8 de octubre de 2014 en Audience Network. Está protagonizada por Frank Grillo, Kiele Sanchez, Matt Lauria, Jonathan Tucker, Nick Jonas. La primera temporada tiene 10 episodios.
En octubre de 2014, DirecTV anunció la renovación de la serie con 20 episodios adicionales, 10 de los cuales se emitieron en 2015 y los otros 10 en 2016. En julio de 2016 la serie fue renovada para una tercera temporada la cual se estrenará el 31 de mayo de 2017.

## Sinopsis
Alvey Kulina (Frank Grillo) es el propietario de un gimnasio de artes marciales mixtas llamado Navy St. Gym en Venice, California, que dirige con la ayuda su novia, Lisa (Kiele Sanchez). Alvey entrena a sus luchadores, entre los cuales se encuentran sus dos hijos, Nate (Nick Jonas) y Jay (Jonathan Tucker). Jay tiene problemas con las drogas y el alcohol, pero los deja de lado para comenzar a luchar nuevamente. Ryan Wheeler (Matt Lauria) solía ser un excelente luchador hasta que fue enviado a prisión por problemas de violencia doméstica. Tras ser liberado, Alvey quiere de vuelta a Ryan en el gimnasio aunque Lisa se opone inicialmente ya que ella y Ryan fueron pareja anteriormente. Christina, la mujer de Alvey aunque viven separados, es una adicta a las drogas y prostituta con contacto esporádico con Kulina y sus hijos.

## Reparto

### Reparto principal
- Frank Grillo como Alvey Kulina, padre de Jay y Nate. Propietario del gimnasio Navy St., es un luchador retirado de MMA que ahora entrena a otros luchadores en su gimnasio.
- Kiele Sanchez como Lisa Prince, ex prometida de Ryan y actual novia de Alvey. Ella administra las finanzas del gimnasio.
- Matt Lauria como Ryan Wheeler, exconvicto que empieza a entrenar de nuevo tras ser liberado de prisión. Solía estar comprometido con Lisa, y aún tiene sentimientos hacia ella.
- Jonathan Tucker como Jay Kulina, hijo mayor de Alvey y Christina y hermano de Nate.
- Nick Jonas como Nathaniel "Nate" Kulina,[6] hijo menor de Alvey y Christina, un futuro luchador que tras ser atacado, vuelve a los entrenamientos. Es gay, aunque lo oculta a toda su gente cercana y a su familia.[7]
- Joanna Going como Christina Kulina, la mujer separada de Alvey y madre de Jay y Nate.
- Natalie Martinez como Alicia Mendez, luchadora de la que Lisa es representante.

### Estrellas invitadas
- Cub Swanson como oponente de Nate (1 episodio, temporada 1)
- Bruce Davison como Ron Prince, padre de Lisa (1 episodio, temporada 1)
- Alicia Witt como Melanie (1 episodio, temporada 1)
- Kenny Florian como el mismo (3 episodios, temporadas 1-2)
- Greg Jackson como el mismo (1 episodio, temporada 2)
- Talia Shire como madre de Alvey (1 episodio, temporada 3)

## Transmisiones internacionales
La serie se emite en Argentina, Chile, Uruguay, Perú, Ecuador, Colombia, Venezuela y Puerto Rico en OnDirecTV, canal de DirecTV.